# Radio Erzgebirge 107,7
Radio Erzgebirge 107,7 est une radio privée locale de Saxe.